# Separació del cristianisme primitiu del judaisme

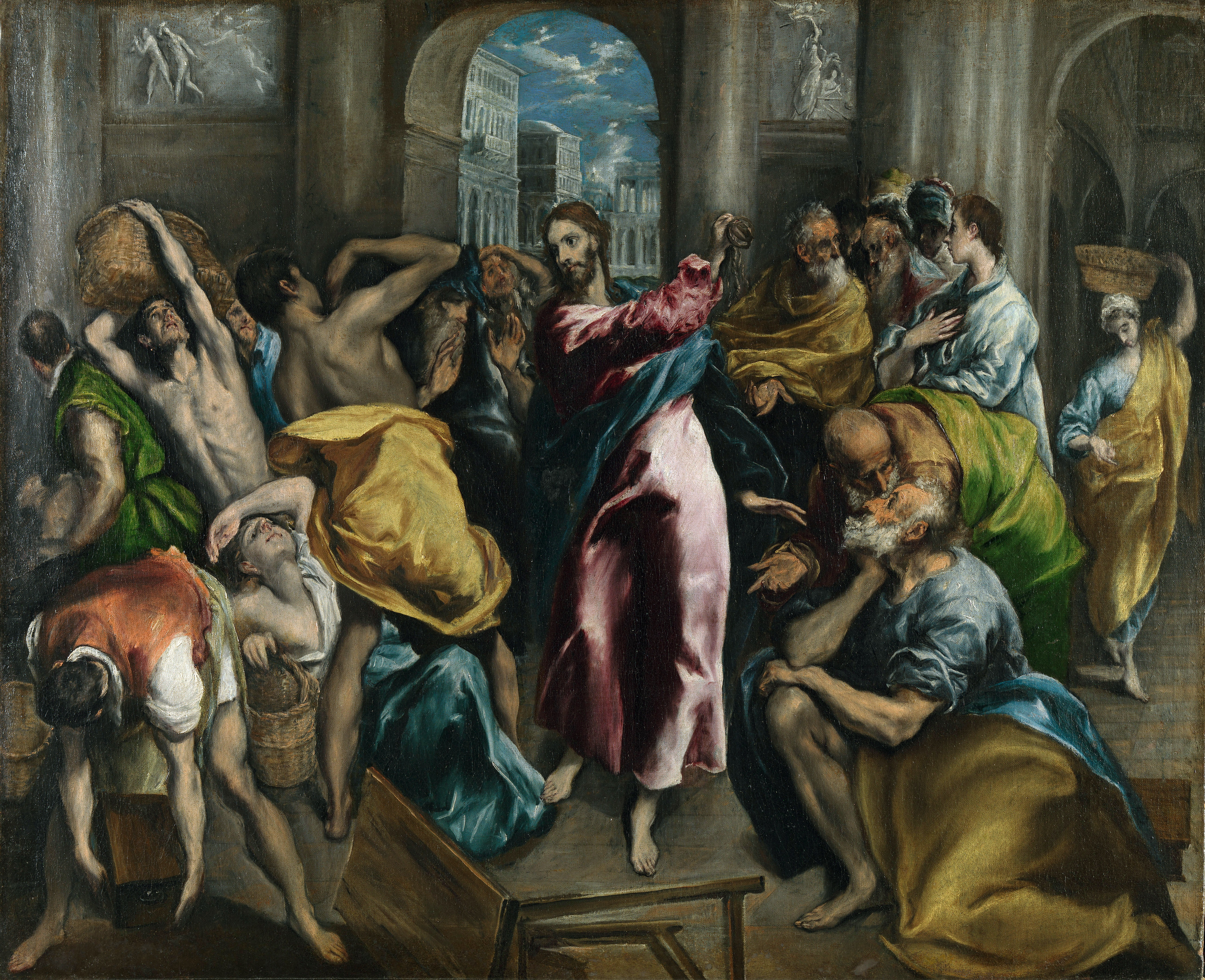
Crist expulsa els mercaders del Temple, d'El Greco, 1600.

La separació del cristianisme primitiu del judaisme es dugué a terme durant els primers segles després de Crist. S'atribueix de manera comuna a una sèrie d'esdeveniments, incloent-hi el rebuig i la crucifixió de Jesús (c.33), el Concili de Jerusalem (c.50), la destrucció del Segon Temple i la institució de l'impost jueu l'any 70 dC, allò postulat pel Concili de Jàmnia (c.90) i la revolta de Bar Kokhebà (132-135). Si bé es creu que l'apòstol Pau establí una església principalment gentil durant la seva vida, calgueren segles perquè es manifestés una ruptura total amb el judaisme; a més a més, la relació entre Pau i el judaisme encara fou molt estreta.
La visió tradicional ha estat que el judaisme existí abans del cristianisme, i que el cristianisme se separà del judaisme en algun temps després de la destrucció del Segon Temple. Recentment, alguns investigadors han argumentat que hi havia moltes sectes jueves que competien entre elles a Terra Santa durant el període del Segon Temple; i que els qui es convertiren al judaisme rabínic i al cristianisme proto-ortodox no eren més que unes altres dues. Alguns d'aquests estudiosos han proposat un model que preveu un naixement simultani entre el judaisme rabínic i el cristianisme proto-ortodox, en comptes d'una separació del segon des del primer. Per exemple, Robert Goldenberg afirma que és cada vegada més acceptat entre els estudiosos que «al final del segle primer dC encara no hi havia dues religions separades anomenades judaisme i cristianisme».
Daniel Boyarin proposa una comprensió revisada de les interaccions entre el cristianisme naixent i el judaisme a l'antiguitat tardana; la visualització de les dues «noves» religions tan intensa i de manera complexa entrellaçades al llarg d'aquest període. Boyarin escriu: «almenys durant els primers tres segles de la seva vida comuna, el judaisme en totes les seves formes i el cristianisme en totes les seves formes eren part d'una família religiosa complexa, bessons a l'úter, en pugna entre si per la identitat i la precedència, però que compartien amb la resta el mateix aliment espiritual».
| « | Sense el poder de l'Església Ortodoxa i els rabins de declarar persones heretges i fora del sistema, continuava sent impossible declarar fenomenològicament qui era un jueu i qui un cristià. Almenys interessant i significatiu, sembla cada cop més clar que és amb freqüència impossible de dir quin és un text jueu a partir d'un text cristià. Les fronteres són borroses, i això té conseqüències. Les idees i innovacions religioses poden travessar les fronteres en ambdues direccions. | » |

Philip S. Alexander descriu a la pregunta de «quan el cristianisme i el judaisme van separar-se i van anar per camins separats?» com «una d'aquelles preguntes enganyosament simples que han de ser abordades amb molta cura».
Robert M. Price afirma que el «clàssic» i de tipus «ortodox» cristianisme no es veu gaire com el judaisme rabínic de Yavne:
| « | Per tant, el cristianisme com el coneixem i el judaisme com el coneixem de fet mai no van ser separats l'un de l'altre en la forma de, per exemple, el cristianisme ortodox oriental i catòlic romà al segle xi. Més aiat, cadascun és una forma finalment dominant a l'extrem de la seva pròpia branca de l'arbre de l'evolució religiosa. | » |

Hom ha argumentat que pocs jueus s'uniren al moviment cristià al segle I i que aquest probablement mai no tingué més de 1.000 membres jueus en qualsevol moment durant el primer segle. D'altra banda, hi ha qui sostenen que la mida i la importància del moviment cristià en general durant el primer segle poden ser exagerats; el sociòleg R. Stark, suposant una població cristiana de 1.000 persones l'any 40 i una taxa de creixement de 40% per dècada fins a l'any 300, arribà a la conclusió que al final del primer segle la població cristiana total fou de només 7.530 persones, tot i que d'altres estudiosos no estan d'acord amb aquesta anàlisi.

## Compatibilitat del cristianisme amb el judaisme del Segon Temple

### El messianisme jueu
El judaisme és conegut per permetre múltiples messies, els dos més importants són el Messies ben Iósef i el tradicional Messies ben David. Alguns estudiosos han argumentat en diversos graus que el cristianisme i el judaisme no se separaren tan de sobte o tan dramàticament com de vegades hom pensa, i que la idea de dos messies, l'un de sofrint i l'altre complidor de la funció tradicional messiànica, era normatiu per al judaisme antic, de fet anterior a Jesús. A més a més, Jesús hauria estat vist complint aquesta funció.
Alan Segal ha escrit que «es pot parlar d'un 'naixement simultani' de dos nous judaismes, ambdós marcadament diferents dels sistemes religiosos que els van precedir. No només eren bessons religiosos el judaisme rabínic i el cristianisme; sinó que, com Jacob i Esaú, els fills bessons d'Isaac i Rebeca, van lluitar a l'úter, preparant l'escenari per a la vida després de la matriu».
Per a Martin Buber, el judaisme i el cristianisme eren variacions sobre el mateix tema del messianisme. Buber feu aquest tema a partir d'una famosa definició de la tensió entre el judaisme i el cristianisme:
| « | Pre-messiànicament, els nostres destins estan dividits. Ara, per al cristià, el jueu és un home incomprensiblement obstinat que es nega a veure el que ha succeït; i per al jueu, el cristià és un home incomprensiblement atrevit que afirma en un món irredempt que la seva redempció s'ha acomplert. Aquest és un abisme que cap poder humà no pot salvar. | » |

El messianisme jueu té la seva arrel en la literatura apocalíptica del segle segon aC fins al segle primer aC, amb la promesa d'un futur líder «ungit» o messies per ressuscitar el poble d'Israel, en comptes dels governants estrangers de l'època. Això es correspondria amb la rebel·lió dels macabeus dirigida contra els selèucides. Després de la caiguda dels asmoneus, fou dirigit en contra de l'administració romana de la província de Judea, que, segons Flavi Josep, començà amb la formació dels zelotes durant el cens de Quirí (6 dC), tot i que la rebel·lió oberta a gran escala no es produí fins a la Primera Guerra Judeoromana l'any 66 dC. L'historiador H.H. Ben-Sasson ha proposat que la «crisi sota Calígula» (37-41) fou la «primera ruptura oberta entre Roma i els jueus», malgrat que els problemes ja eren evidents durant el cens de Quirí (6 dC) i sota Sexà (abans del 31).
El judaisme en aquell moment es dividí en faccions antagòniques. Les principals eren els fariseus, saduceus i els zelotes, però també s'hi inclouen moltes altres sectes menys influents (com els essenis). Això donà lloc a nous aldarulls, i el segle primer aC i el segle primer dC va ser un temps de molts líders religiosos carismàtics, contribuint al que seria la Mixnà del judaisme rabínic, com Yohanan ben Zakai i Hanina ben Dosa. El ministeri de Jesús, segons el relat dels Evangelis, cau en aquest patró de predicadors sectaris amb deixebles devots.

### Comprensió cristiana de Jesús com a messies
Paula Fredriksen, a De Jesús a Crist, suggereix que l'impacte de Jesús als seus seguidors fou tan gran que no podien acceptar el fracàs implícit de la seva mort. Segons el Nou Testament, els seguidors de Jesús informaren que trobaren Jesús després de la seva crucifixió; argumentaren que havia estat ressuscitat (la creença de la resurrecció dels morts a l'era messiànica era el nucli de la doctrina farisea), i que aviat tornaria (Parusia) per marcar l'inici del Regne de Déu i complir amb la resta de la profecia messiànica com la resurrecció dels morts i el Judici Final. D'altres adaptaren el gnosticisme com una forma de mantenir la vitalitat i la validesa de les ensenyances de Jesús. Els primers cristians ja creien que Jesús havia substituït el Temple com l'expressió d'un nou pacte, per la qual cosa eren relativament indiferents a la destrucció del Temple, malgrat que arribà a ser vista com un símbol de la doctrina de supersessionisme.
Segons molts historiadors, la major part de les ensenyances de Jesús eren intel·ligibles i acceptables en termes de judaisme del Segon Temple; el que configurà els cristians com a diferent dels jueus era la seva fe en Crist com el Messies ressuscitat. La creença en un Messies ressuscitat és inacceptable per als jueus avui i per al judaisme rabínic, i les autoritats jueves han emprat durant molt de temps aquest fet per explicar la ruptura entre el judaisme i el cristianisme.
Un treball recent d'historiadors pinta un retrat més complex dels darrers temps del judaisme del Segon Temple i el cristianisme primitiu. Alguns historiadors han suggerit que, abans de la seva mort, Jesús creà entre els seus creients tal certesa que el Regne de Déu i la resurrecció dels morts estaven a l'abast de la mà, que, amb poques excepcions (Joan 20:24-29) quan el veieren poc després de la seva execució, no tenien cap dubte que ell havia ressuscitat, i que la restauració del Regne i la resurrecció dels morts era a prop. Aquestes creences específiques eren compatibles amb el judaisme del Segon Temple. Els anys posteriors a la restauració del Regne, que els jueus esperaven, no tingueren pas lloc. Alguns cristians creuen en canvi que Crist, en comptes de ser el Messies jueu, era Déu fet carn, qui morí pels pecats de la humanitat, i que la fe en Jesucrist oferí la vida eterna (cristologia).

### Rebuig jueu de Jesús com a messies
Els primers cristians (els deixebles de Jesús) eren essencialment tots ètnicament jueus o jueus prosèlits. Dit altrament, Jesús era jueu, predicà al poble jueu i en cridà els primers deixebles. Tanmateix, la Gran Comissió, emesa després de la Resurrecció es dirigeix específicament a «totes les nacions». Els judeocristians, com fidels jueus religiosos, consideraren el cristianisme com una afirmació de tots els aspectes del judaisme contemporani, amb l'addició d'una creença extra que Jesús era el Messies.
Les doctrines dels apòstols de Jesús a l'Església primitiva estaven en conflicte amb algunes autoritats religioses jueves (Fets registra la disputa entre la resurrecció dels morts, que era rebutjada pels saduceus), i que possiblement més endavant dugueren a l'expulsió dels cristians de les sinagogues. Mentre que el marcionisme rebutjà tota influència jueva al cristianisme, el cristianisme proto-ortodox conservà algunes de les doctrines i pràctiques del judaisme del segle primer, mentre que en rebutjà d'altres. Sostingueren que les escriptures jueves eren autoritatives i sagrades, empraren sobretot les traduccions com la Septuaginta o els Tàrgum, i hi afegiren altres texts revelats com els Nou Testament. El baptisme cristià era una altra continuació d'una pràctica jueva.

## La conversió de Pau
Segons els Fets dels Apòstols, Saül de Tars (c.5 - c.67) fou educat pel famós fariseu Gamaliel el Vell a Jerusalem, però els historiadors moderns encara debaten la relació entre Pau i el judaisme i la fiabilitat històrica dels Fets dels Apòstols. Abans de la seva conversió, Pau perseguí els judeocristians com una secta herètica, tal com ho demostra el martiri d'Esteve. Després de la seva conversió, assumí el títol d'«Apòstol dels gentils» i activament convertí els gentils a les seves creences, conegudes com el cristianisme paulí. La influència de Pau en el pensament cristià possiblement ha estat més significativa que qualsevol altre autor del Nou Testament. Agustí d'Hipona (354-430) desenvolupà la idea de Pau que la salvació es basa en la fe, i no en les «obres de la llei». Martí Luter (1483-1546) i la seva doctrina de la sola fide foren fortament influenciats per Pau. Els cristians evangèlics es refereixen al camí dels Romans, una explicació de l'Evangeli de Jesucrist presa únicament de l'Epístola als Romans.
Recentment, l'estudiós del Talmud Daniel Boyarin ha argumentat que la teologia de Pau sobre l'esperit està més profundament arrelada en el judaisme hel·lenístic del que generalment hom creu. A Un jueu radical, Boyarin hi argumenta que Pau combinà la vida de Jesús amb la filosofia grega per reinterpretar la Bíblia hebrea en termes de l'oposició platònica entre allò ideal (que és real) i allò material (que és fals).

## Possible conversió de Gamaliel
D'acord amb l'Enciclopèdia Catòlica:
| « | Els relats jueus conten que morí com a fariseu i estableixen que: «Quan ell morí, l'honor de la Torà cessà, i que la puresa i la pietat s'extingiren». En una data anterior, la tradició eclesiàstica suposava que Gamaliel abraçà la fe cristiana, i que romangué essent membre del Sanedrí amb el propòsit d'ajudar secretament els seus companys cristians (cf. Reconeixements de Climent, I, LXV, LXVI). D'acord amb Foci, ell fou batejat per Sant Pere i Sant Joan, juntament amb el seu fill i amb Sant Nicodem. El seu cos, miraculosament descobert al segle v, es diu que està conservat a Pisa, Itàlia. | » |

## Abandó cristià de pràctiques jueves
Segons l'historiador Shaye J.D. Cohen, el cristianisme primitiu deixà de ser una secta jueva quan deixà d'observar les pràctiques jueves. Entre les pràctiques jueves abandonades pel cristianisme proto-ortodox hi ha el rebuig a la circumcisió com un requisit al Concili de Jerusalem (c. 50). L'establiment d'un impost jueu conegut com a fiscus judaicus ajudà a ampliar l'esquerda entre els cristians i els jueus, ja qualsevulla persona que semblava ser jueva havia de pagar l'impost després de l'any 70 dC. L'observança del dissabte fou modificada, potser tan aviat a l'època d'Ignasi d'Antioquia (c. 110). El quartodecimanisme (observança de la festa de la Pasqua de Nissan, el dia de la preparació per a la Pasqua, vinculat a Policarp i, per tant, a Joan l'Apòstol) fou disputat pel papa Víctor I (189-199) i formalment rebutjat pel Primer Concili de Nicea el 325.

## Concili de Jerusalem
Al voltant de l'any 50 dC, els apòstols convocaren el primer concili de l'Església (tot i que es posa en dubte si es tractava d'un concili en el sentit que aquest adquirí més endavant), conegut com el Concili de Jerusalem, per conciliar les diferències de les pràctiques (i per consegüent la doctrina) relatives a la missió als gentils. Al Concili de Jerusalem s'hi acordà que els gentils podien ser acceptats com a cristians sense la plena adhesió a les lleis mosaiques, possiblement una esquerda important entre el cristianisme i el judaisme, encara que el decret del concili (Fets 15:19-29) sembla paral·lel a les set lleis dels fills de Noè del judaisme, la qual cosa faria un element comú en comptes d'una diferència. El Concili de Jerusalem, d'acord amb Fets 15, determinà que la circumcisió no es requeria als gentils conversos, només evitar les «contaminacions dels ídols, de fornicació, d'ofegat i de sang» (Fets 15:20), tot possibilitant establir el cristianisme naixent com una atractiva alternativa al judaisme per als possibles prosèlits. Al voltant del mateix període, el judaisme feu el Brit Milà encara més restrictiu.
D'acord amb el bisbe catòlic del segle xix Karl Josef von Hefele, el Dret Apostòlic del Concili de Jerusalem «ha estat rebutjat des de fa segles a l'Oest», tot i que encara és reconegut i observat per l'Església Ortodoxa Grega. Els hiperdispensacionalistes de Fets 28, com l'anglicà E.W. Bullinger, serien un altre exemple d'un grup que creu que el decret (i tot allò anterior a Fets 28) ha de deixar de complir-se.
A més a més, l'edat apostòlic és particularment significativa per als cristians restauracionistes, que afirmen que representa una forma més pura del cristianisme que ha de ser restaurada a l'Església, tal com existeix avui dia.

## Aparició del judaisme rabínic i el cristianisme

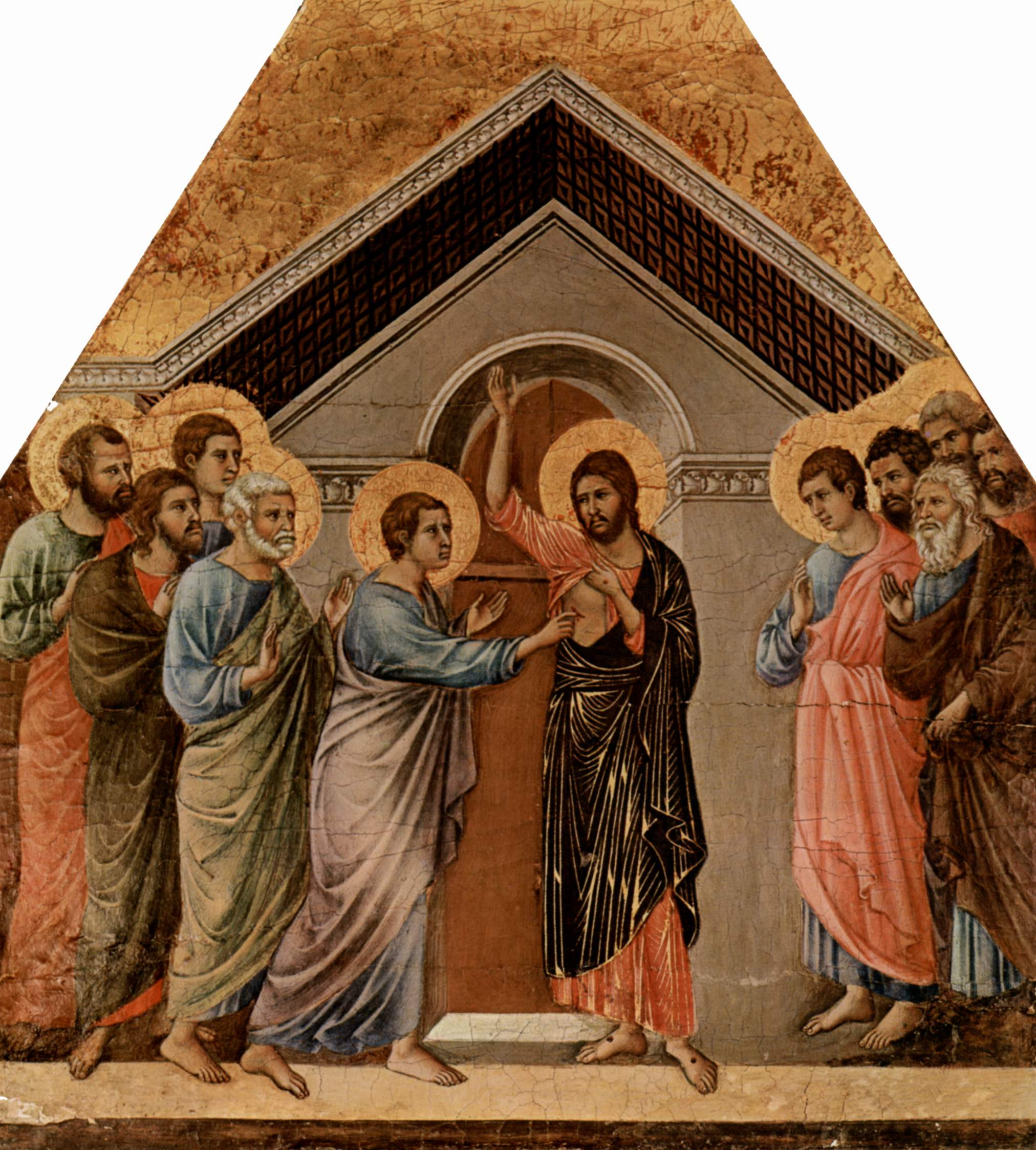
Una pintura de Jesús apareixent-se als apòstols després de la seva resurrecció.

En el moment de la destrucció del Segon Temple, el judaisme es dividí en faccions antagòniques. Les principals eren els fariseus, els saduceus i els zelotes, però també s'hi incloïen altres sectes menys influents. Això donà lloc a nous aldarulls, i el segle primer aC i el segle primer dC fou un temps de molts líders religiosos carismàtics, contribuint al que seria la Mixnà del judaisme rabínic, com Yohanan ben Zakai i Hanina ben Dosa. Segons la majoria dels estudiosos, els seguidors de Jesús eren principalment de sectes jueves apocalíptiques durant el període més tardà del Segon Temple del segle primer. Alguns dels grups cristians primerencs eren estrictament jueus, com els ebionites i els líders de l'Església de Jerusalem, col·lectivament anomenats judeocristians. Durant aquest període, foren dirigits per Jaume el Just. Pau de Tars, conegut com a Sant Pau, perseguí els primers cristians jueus, i a continuació es convertí i adoptà el títol d'«Apòstol dels gentils», i començà a predicar entre els gentils. Convencé els líders de l'Església de Jerusalem perquè els gentils conversos fossin exempts de la majoria dels manaments jueus al Concili de Jerusalem, paral·lel a les lleis de Noè al judaisme rabínic.
La majoria dels historiadors coincideixen que Jesús o els seus seguidors establiren una nova secta jueva, que atragué tant a jueus com a gentils conversos. Els historiadors continuen debatent el moment precís en què el cristianisme s'establí com una nova religió, apart i diferent del judaisme. Alguns estudiosos consideren que tant els cristians com els fariseus competien dins del judaisme, i trencaren decisivament només després de la revolta de Bar Kokhebà, quan els successors dels fariseus afirmaven llur hegemonia sobre tot el judaisme, i —almenys des de la perspectiva jueva— el cristianisme sorgí com una nova religió. Alguns cristians eren encara part de la comunitat jueva en el moment de la revolta de Bar Kokhebà el 130.
Segons l'historiador Shaye J.D. Cohen:
| « | La separació del cristianisme del judaisme fou un procés, no un esdeveniment. La part essencial d'aquest procés fou que l'església s'estava tornant més i més gentil, i cada cop menys jueva, però la separació es va manifestar de diferents maneres a cada comunitat local, on els jueus i els cristians vivien junts. En alguns llocs, els jueus varen expulsar els cristians, a d'altres, els cristians els van deixar per la seva pròpia voluntat. | » |

Segons Cohen, aquest procés acabà l'any 70, després de la gran revolta a Judea, quan diverses sectes jueves desaparegueren i el judaisme farisaic evolucionà al judaisme rabínic i el cristianisme sorgí com una religió diferent.

### La gran revolta jueva i la destrucció del Temple
L'any 66 dC, el descontentament jueu envers Roma s'havia intensificat. Al començament, els sacerdots tractaren de reprimir la rebel·lió, àdhuc demanant ajuda als fariseus. Després que la guarnició romana no pogué aturar que els hel·lenistes profanessin una sinagoga a Cesarea, el summe sacerdot suspengué el pagament del tribut, i començà la Gran Revolta Jueva.
Després de la revolta jueva contra la dominació romana l'any 66 dC, els romans destruïren pràcticament tot Jerusalem. Després d'una segona revolta, als jueus no se'ls permeté entrar a la ciutat, tret del dia de Tixà be-Av, i un es prohibí a Roma un culte jueu. L'Imperi instituí el fiscus judaicus, a qui pagava l'impost se li permeté continuar les pràctiques jueves. Després de la destrucció de Jerusalem i l'expulsió dels jueus, el culte jueu deixà de ser organitzat centralment al voltant del Temple, l'oració prengué el lloc de sacrifici i el culte fou reconstruït al voltant de rabins que actuaren com mestres i líders de les comunitats individuals (diàspora jueva i concili de Yavne).
L'any 70 dC el Temple fou totalment destruït. La seva destrucció fou una experiència profundament traumàtica per als jueus, que ara s'enfrontaven amb preguntes difícils i de més abast:
- Com es podria aconseguir l'expiació sense el Temple?
- Com explicarien el desastrós resultat de la rebel·lió?
- Com viurien al món romanitzat post-Temple?
- Com podrien connectar tradicions presents i passades?

La manera com respongueren la gent aquestes qüestions depenia en gran manera de llur posició davant la revolta. Però la destrucció del Segon Temple pels romans no només posà punt final a la revolta: marcà el final d'una era. Els revolucionaris com els zelotes havien estat aixafats pels romans, i tenia poca credibilitat (els darrers zelotes moriren a Massada el 73 dC). Els saduceus, les ensenyances dels quals foren tan estretament connectades amb el culte del Temple, desaparegueren. Els essenis també desaparegueren, potser perquè llurs ensenyaments d'alguna manera divergiren dels temes dels temps, atès que la destrucció del Temple no tenia cap conseqüència per a ells; precisament per aquesta raó, eren de poca importància a la gran majoria dels jueus.
Dos grups organitzats es mantingueren, emperò: els primers cristians i els fariseus. Alguns estudiosos, com Daniel Boyarin i Paula Fredricksen, suggereixen que fou en aquell temps, quan els cristians i els fariseus estaven competint pel lideratge del poble jueu, que els escrits dels debats entre Jesús i els apòstols amb els fariseus i els passatges anti-farisaics s'escrigueren i s'incorporaren al Nou Testament.

### El sorgiment del judaisme rabínic
Durant el segle primer dC hi hagué diverses sectes jueves: els fariseus, saduceus, zelotes, essenis i els cristians. Les ensenyances dels fariseus, que veieren l'halacà (llei jueva) com un mitjà pel qual la gent comuna podria relacionar-se amb el sagrat a llur vida quotidiana, els proporcionaren una posició des de la qual donar resposta als quatre desafiaments d'una manera significativa a la gran majoria dels jueus. Els saduceus rebutjaven la inspiració divina dels profetes i dels escrits, confiant només en la Torà com inspirada divinament. En conseqüència, un nombre d'altres principis bàsics de sistema de creences dels fariseus foren desestimats pels saduceus.
Després de la destrucció del Segon Temple el 70 dC, el sectarisme començà a acabar. El cristianisme sobrevisqué,, però trencà amb el judaisme i es convertí en una religió separada; els fariseus sobrevisqueren en forma del judaisme rabínic, avui dia, conegut simplement com a «judaisme». Durant aquell període, Roma governà Judea a través d'un procurador a Cesarea i un patriarca jueu. Un ex-líder fariseu, Yohanan ben Zakai, fou nomenat el primer patriarca i es restablí el Sanedrí a Yavne sota el control farisaic. En comptes de donar el delme als sacerdots i sacrificar ofrenes al Temple, els rabins instruïren els jueus a donar diners a organitzacions benèfiques locals i a estudiar a les sinagogues, així com pagar el fiscus judaicus.
El 132 dC, l'emperador Hadrià amenaçà de reconstruir Jerusalem com una ciutat pagana dedicada a Júpiter, anomenada Èlia Capitolina. Alguns dels principals savis del Sanedrí donaren suport a una rebel·lió (i, per un breu temps, un estat independent), dirigit per Ximon bar Kokhebà; alguns, com Akiva ben Iosef, creien que Bar Kokhebà era el messies. Fins aleshores, un nombre de cristians eren encara part de la comunitat jueva. Tanmateix, ells no donaren suport ni participaren en la revolta. Ja sigui perquè no tenien cap desig de lluitar, o perquè no podien suportar un segon messies, més enllà de Jesús, o pel dur tracte donat per Bar Kokhebà durant el seu breu regnat, aquells cristians també deixaren la comunitat jueva en aquella època.
Aquesta revoltà acaba el 135, quan foren derrotats Bar Kokhebà i el seu exèrcit. Segons un midraix, a més de Bar Kokhebà, els romans torturaren i executaren deu principals membres del Sanedrí. La narració també afirma que aquesta era la devolució tardana de la culpabilitat dels deu germans que segrestaren Josep i el vengueren com a esclau. És possible que aquesta narració representi una resposta farisaica a la narració cristiana de la crucifixió de Jesús; en ambdós relats, els romans castiguen brutalment els rebels, que accepten llur tortura com a expiació pels crims dels altres.
Després de la repressió de la revolta la gran majoria dels jueus foren enviats a l'exili; poc després (l'any 200 dC), Yehudà ha-Nassí edità conjuntament judicis i tradicions en un codi d'autoritat, la Mixnà. Això marca la transformació del judaisme fariseu en el judaisme rabínic. Encara que els rabins remunten els seus orígens als fariseus, el judaisme rabínic, tanmateix, implicava un rebuig radical a certs elements de fariseisme, elements que eren bàsics per al judaisme del Segon Temple. Els fariseus n'havien estat partidaris. Els membres de diferents sectes sostingueren entre si discussions per l'exactitud de llurs respectives interpretacions, sobretot els savis Hilel i Xamai. Després de la destrucció del Segon Temple, aquelles divisions sectàries acabaren. El terme «fariseu» ja no s'emprà, no només perquè era un terme més freqüentment emprat pels no fariseus, sinó també perquè el terme era explícitament sectari. Els rabins afirmaven el lideratge sobre tots els jueus, i s'afegí a l'Amidà el Birkat ha-Minim, una oració que, en part, clama: «Lloat sigueu Vós, oh Senyor, que destruïu els enemics i derroteu els arrogants», i que s'entén com un rebuig dels sectaris i del sectarisme. Aquest canvi en cap cas resolgué els conflictes sobre la interpretació de la Torà; més aviat, traslladà els debats entre sectes als debats dins del judaisme rabínic.
A mesura que els rabins estaven obligats a enfrontar-se a una nova realitat, principalment el judaisme sense un Temple (per servir com centre d'ensenyança i d'estudi) i una Judea existent sense autonomia, hi hagué una onada de dissertacions jurídiques i l'antic sistema d'erudició roal no podia mantenir-se. És durant aquest període que el discurs rabínic començà a registrar-se per escrit. La teoria que la destrucció del Temple i el posterior aixecament dugueren a la comissió de la llei oral a l'escriptura s'explicà per primera vegada a l'Epístola de Xrira Gaon.
La llei oral fou codificada posteriorment a la Mixnà i a la Guemarà, i és interpretada a la literatura rabínica detallant les decisions i els escrits rabínics posteriors. La literatura jueva rabínica es basa en la creença que la llei escrita no pot entendre's adequadament sense recórrer a la llei oral (la Mixnà).
Moltes de les preocupacions del judaisme rabínic especifiquen quin comportament és sancionat per la llei; aquest cos d'interpretacions s'anomena halacà.

### El sorgiment del cristianisme
Segons Shaye J.D. Cohen, el fracàs de Jesús per establir un Israel independent, i la seva mort a mans dels romans, causà que molts jueus el rebutgessin com el Messies (vegeu comparació: profeta i fals profeta). Entre els cristians que professen el Credo de Nicea, la majoria creuen que el «Regne de Déu» s'establirà plenament a la Segona Vinguda de Crist. Arran de la destrucció del Temple, i després de la revolta de Bar Kokhebà, s'afirma que més jueus continuaren atrets pels rabins fariseus que pel cristianisme, perquè creien que aquest era una manera d'idolatria, i d'aquesta manera, antitètic a la unitat de Déu expressada a la tradició mosaica (Maimònides, Lleis del Rei 11:4). També, els jueus en aquell moment estaven esperant un cap militar com a Messies, com Bar Kokhebà. D'acord amb la majoria dels historiadors, les ensenyances de Jesús eren intel·ligibles i acceptables en termes de judaisme del Segon Temple; el que establí els cristians a part dels jueus era llur fe en Crist com el Messies ressuscitat. La creença en un Messies ressuscitat es diu que és inacceptable per als jueus que practiquen el judaisme rabínic; les autoritats jueves han emprat durant molt de temps aquest fet per explicar la ruptura entre el judaisme i el cristianisme. Un treball recent d'historiadors pinta un retrat més complex als darrers temps del judaisme del Segon Temple i el cristianisme primitiu. Alguns historiadors han suggerit que, abans de la seva mort, Jesús creà entre els seus creients tal certesa que el Regne de Déu i la resurrecció dels morts estaven a l'abast de la mà, que, amb poques excepcions (Joan 20:24-29) quan el veieren poc després de la seva execució, no tenien cap dubte que ell havia ressuscitat, i que la restauració del Regne i la resurrecció dels morts eren a prop, tot i que només el Preterisme Total proposa que tot això succeí al primer segle. Aquestes creences específiques eren compatibles amb el judaisme del Segon Temple. Els anys posteriors a la restauració del Regne, que els jueus esperaven, no tingué lloc. Alguns cristians creuen en canvi que Crist, en comptes de ser un Messies jueu, era Déu fet carn, qui morí pels pecats de la humanitat, i que la fe en Jesucrist ofereix la vida eterna (cristologia).
La base pera a questa nova interpretació de la crucifixió i la resurrecció de Jesús es troba a les epístoles de Pau i al Llibre dels Fets. Els adherents a la forma moderna del judaisme talmúdic, el pensament del qual està influenciat per categories religioses, tendeixen a veure Pau com el fundador de la «cristiandat». Tanmateix, recentment, l'estudiós del Talmud Daniel Boyarin ha argumentat que la teologia de Pau sobre l'esperit està més profundament arrelada en el judaisme hel·lenístic del que hom generalment creu. A la seva obra Un jueu radical, Boyarin hi argumenta que Pau combinà la vida de Jesús amb la filosofia grega per reinterpretar la Bíblia hebrea en termes de l'oposició platònica entre allò ideal (que és real) i allò material (que és fals). El judaisme és una religió corporal, en què la membresia no es basa en la creença sinó més aviat en ser descendents d'Abraham, marcat físicament per la circumcisió, i se centra en l amanera de viure aquesta vida correctament. Segons Boyarin, Pau veié en el «símbol» d'un Jesús ressuscitat la possibilitat d'un messies espiritual més que no pas un de corporal. Emprà aquesta noció de Messies, segons Boyarin, per argumentar a favor d'una religió a través de la qual totes les persones, no només els descendents d'Abraham, podrien adorar el Déu d'Abraham. A diferència del judaisme, que sosté que és la religió correcta només dels jueus, el cristianisme paulí afirmava ser la religió adequada per a tothom.
Dit altrament, apel·lant a la distinció platònica entre allò material i allò ideal, Pau mostrà com l'esperit de Crist podria proporciona a totes les persones una manera d'adorar Déu, el Déu que prèviament havia estat adorat només per jueus i prosèlits jueus, encara que com ells afirmà que Ell era l'únic Déu de tothom (vegeu, per exemple, Romans 8:1-4; 2 Corints 3:3; Gàlates 3:14; Filipencs 3:3). Boyarin intenta erradicar el treball de Pau al judaisme hel·lenístic i insisteix que Pau era totalment jueu. Però, Boyarin al·lega, la teologia paulina feu la seva versió del cristianisme tan atractiu per als gentils. Tanmateix, Boyarin també veu aquesta anomenada reelaboració platònica de les ensenyances de Jesús i el judaisme farisaic com essencials per al sorgiment del cristianisme com una religió diferent, atès que justifica un judaisme sense llei jueva.
Els esdeveniments i les tendències anteriors portaren a una divisió gradual entre el cristianisme i el judaisme rabínic. Segons l'historiador Shaye JD Cohen, «el cristianisme primitiu deixà de ser una secta jueva quan deixà d'observar les pràctiques jueves». S'ha argumentat que un factor significatiu que contribuí a la divisió eren les diferents interpretacions teològiques dels dos grups de la destrucció del Temple. El judaisme rabínic veié la destrucció com un càstig per no seguir la Torà. Els primers cristians, no obstant això, ho veieren com un càstig de Déu pel rebuig jueu de Jesús, el que porta a l'afirmació que el «vertader» Israel era ara l'Església (supersessionisme). Els jueus creien que aquesta afirmació era escandalosa.

## Concili de Yavne
En un hipotètic Concili de Yavne (c. 85), s'afirma sovint que s'hi condemnà tots els que clamaven que el Messies ja havia vingut, i el cristianisme en particular. L'oració formulada en qüestió (birkat ha-minim), tanmateix, és considerada per altres estudiosos com res d'especial en la història de les relacions entre jueus i cristians. Hi ha una manca de proves de la persecució dels jueus contra els «heretges» en general, o els cristians en particular, en el període comprès entre el 70 i el 135 dC. És probable que la condemna de Yavne inclogués molts grups, dels quals els cristians no n'eren més que un, i no significava necessàriament l'excomunió. Que alguns dels pares de l'Església posteriors només recomanessin en contra de l'assistència a les sinagogues fa que sigui improbable que una oració anti-cristiana fos una part comuna de la litúrgia de la sinagoga jueva. Els judeocristians continuaren pregant a les sinagogues durant segles.
D'altres accions, nogensmenys, com el rebuig de la traducció de la Septuaginta, són atribuïts a l'«Escola de Yavne». Els mestres de l'església primitiva i escriptors hi reaccionaren amb una devoció encara més forta, citant l'antiguitat de la Septuaginta i el seu ús pels evangelistes i apòstols. Essent l'Antic Testament citat pels evangelis canònics (d'acord amb la primacia grega) i els pares de l'Església grega, la Septuaginta tingué un estatus essencialment oficial al món cristià primerenc, i encara és considerat com el text de l'Antic Testament a l'Església Ortodoxa Grega.

## Estatus en virtut del dret romà

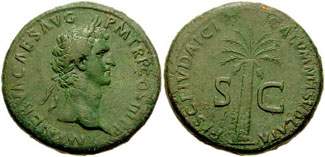
Una moneda emesa per Nerva on es llegeix fisci Judaici calumnia sublata, «abolició de persecució maliciosa en relació amb l'impost jueu», en referència a la seva reforma de les dures polítiques de Domicià.

Durant el final del segle primer, Roma considera el judaisme una religió legítima, amb proteccions i exempcions en virtut del dret romà que havien estat negociades durant dos segles. Els jueus observants tenien drets especials, entre ells el privilegi d'abstenir-se dels ritus cívics de la religió romana. Pel contrari, la manca de suport a la religió pública podria ser vist com una traïció, atès que els romans consideraven la seva religió tradicional com necessària per preservar l'estabilitat i la prosperitat de l'estat.
El cristianisme en un principi havia estat considerat pels romans com una secta del judaisme, però amb el temps fou acceptada com una religió diferent que requeria de disposicions jurídiques independents. La distinció entre el cristianisme i el judaisme rabínic fou reconeguda per l'emperador Nerva al voltant de l'any 98 en un decret concedint als cristians una exempció del pagament del fiscus judaicus, l'impost anual sobre els jueus. A partir d'aquell moment, les fonts literàries romanes comencen a distingir entre els cristians i els jueus.
A les seves cartes a Trajà, Plini assumeix que els cristians no són jueus, car no paguen l'impost. Atès que el pagament d'imposts havia estat una de les formes en què jueus demostraven la seva bona voluntat i la lleialtat envers l'imperi, els cristians foren deixats a negociar les seves pròpies alternatives en la participació del culte imperial; la seva incapacitat o negativa a fer-ho acabà de vegades amb martiris i persecucions. El Pare de l'Església Tertul·lià, per exemple, havia intentat argumentar que el cristianisme no era intrínsecament traïdor, i que els cristians podien oferir la seva pròpia forma d'oració pel benestar de l'emperador. El cristianisme fou reconegut oficialment com una religió legítima per l'Edicte de Milà l'any 313.

## Marció de Sinop
Marció, un bisbe de l'Àsia Menor que anà a Roma i més tard fou excomunicat pels seus punts de vista, fou el primer a proposar un definitiu i exclusiu cànon únic d'escriptures cristianes, compilat en algun moment entre el 130 i el 140 dC. Al seu llibre Origen del Nou Testament Adolf von Harnack argumentà que Marció veié l'Església en aquell moment com en gran part una església de l'Antic Testament (una que «segueix el Testament del Déu-Creador»), sense un cànon del Nou Testament fermament establert; per la qual cosa l'Església formulà gradualment el seu cànon del Nou Testament en resposta al desafiament plantejat per Marció.
Marció feu seva una forma de cristianisme que excloïa doctrines jueves i la Bíblia hebrea, amb Pau com l'única font fiable de la doctrina apostòlica. Pau era, segons Marció, l'únic apòstol que havia entès correctament el nou missatge de la salvació com lliurat per Crist.
El cànon i la teologia de Marció foren rebutjats com herètics per Tertul·lià i Epifani i el creixent moviment del cristianisme proto-ortodox; tanmateix, obligà altres cristians a considerar quins texts eren canònics i per què.

## Cronologia dels esdeveniments
Tot de diversos esdeveniments als segles I i II contribuïren a la divisió o diferenciació cada cop més gran entre el cristianisme i el judaisme. El llistat següent d'aquests esdeveniments està en ordre històric, amb algunes dates en disputa.

### Segle I

#### Nou Testament
- Les accions de Jesús com la «neteja del temple» i el judici pel Sanedrí d'acord amb els Evangelis (c. 30), els quals són acceptats per la majoria dels estudiosos moderns com accions significatives per part del Jesús històric, però rebutjades pels crítics més radicals.[46]
- El discurs de Pere al Temple de Jerusalem acusant els fills d'Israel de matar Jesús d'acord amb Fets 3:12-4:4 (c. 34).
- Esteve davant el Sanedrí, el seu discurs i lapidació d'acord amb Fets 6:8-8:1 (c. 35).
- El bateig de Corneli el Centurió per Pere segons Fets 10, tradicionalment considerat com el primer gentil convertit al cristianisme.[47][nota 8]
- Martiri de Jaume el Major per Agripa I segons Fets 12:1-2 (c. 44).
- Ministeri de Pau sobre els gentils com l'«Apòstol dels gentils» (c. 45).
- Incident d'Antioquia,[48] on Pau acusà Pere de judaïtzant, però fins Bernabé es posà de costat de Pere (c. 49).
- Concili de Jerusalem (c. 50), que permeté als conversos gentils no necessitar també «convertir-se al judaisme», o una altra interpretació: decretà la llei proto-Noè.[49][nota 9]
- Ais dels fariseus, lament sobre Jerusalem[50] i Gran Comissió[51][nota 10] a l'Evangeli de Mateu i l'Evangeli de Lluc (c. 50-80), més abans si fou realment dit per Jesús.
- La Carta als Hebreus i el Nou Pacte, controvèrsia sobre la seva data: abans del 70, atès que l'argument de la carta pressuposa que el culte del temple i el sacrifici estaven en funcionament en el moment de l'escriptura. Si fou escrita després del 70, l'escriptor hauria emprat la destrucció del temple i la suspensió dels sacrificis com a prova del pas de l'Antiga Aliança i de la institució i la superioritat de la Nova. El terme nou pacte també apareix a les cartes paulines, algunes còpies de l'Evangeli de Lluc, i la Septuaginta.
- Joan 6:60-6:66 registra «molts deixebles» (que en aquell moment eren en gran part jueus), deixant Jesús després que ell digué que els qui mengen el seu cos i beuen la seva sang romandran amb ell i tindran la vida eterna[52] (c. 90-100)[53] més abans si fou realment dit per Jesús.